# Barbara Bonansea
Barbara Bonansea (Pinerolo, 13 giugno 1991) è una calciatrice italiana, attaccante o centrocampista della Juventus e della nazionale italiana.
Cresciuta nel Torino, con cui ha vinto due Scudetti a livello Primavera, ha proseguito la carriera con le maglie di Brescia prima e Juventus poi, conquistando otto titoli di campione d'Italia, sei Coppe Italia e sette Supercoppe italiane.
Nel 2020 e nel 2021 è stata inserita dalla FIFPro nella formazione delle migliori calciatrici dell'anno: è diventata così la prima italiana ad essere insignita di tale riconoscimento.
Nel 2022 è stata introdotta nella Hall of Fame del calcio italiano.

## Biografia
Nata a Pinerolo, è cresciuta con la famiglia a Bricherasio.
È laureata in economia e commercio.
Nel gennaio del 2023 ha ricevuto l'eBay Values Award, premio istituito dalla stessa azienda insieme alla Federazione Italiana Giuoco Calcio e all'Università Bocconi di Milano, e assegnato alle calciatrici di Serie A distintesi per il loro comportamento dentro e fuori dal campo.

## Caratteristiche tecniche
Dopo essersi divisa agli esordi tra i ruoli di mediano e punta centrale, nel prosieguo di carriera si stabilizza ad attaccante esterno. In tale posizione può esprimere al meglio le sue maggiori qualità, lo scatto in corsa e la tecnica palla al piede, che la rendono temibile nell'attaccare gli spazi, puntare l'avversaria in velocità e andare al tiro, potendo qui optare sia per soluzioni di potenza sia di precisione – in quest'ultimo caso, spesso con tiri a effetto sul secondo palo –; nel suo bagaglio tecnico vanta anche la possibilità di trovare la rete su calcio piazzato.
Col raggiungimento della maturità agonistica ha lasciato da parte l'istintività degli esordi in favore di un approccio più ragionato, affinando la propria visione di gioco ed emergendo a vero e proprio punto di riferimento tattico per la propria squadra, abile nel ricevere tra le linee o mantenere il possesso nella trequarti avversaria; a ciò si è aggiunto un progressivo miglioramento nei movimenti senza palla – riassunti nella «capacità di "sentire" lo spazio» –, caratteristica sfruttata dai suoi allenatori che le concedono molta libertà onde permetterle di trovare la posizione in campo a lei più congeniale. Nella seconda parte di carriera è quindi diventata un'atleta sempre più propensa a dettare il ritmo del gioco: aspetto che, di converso, tradisce la sua maggiore pecca poiché, quando appare sottotono, ciò ricade in negativo anche sulle prestazioni delle compagne di maglia.
Nonostante l'indole offensiva, si dimostra avvezza ai ripiegamenti difensivi.

## Carriera

### Club

#### Torino (2004-2012)
Entra nel settore giovanile del Torino nel 2004, cogliendo con la squadra Primavera due Scudetti consecutivi al termine dei campionati 2005-2006 e 2006-2007.
Viene aggregata alla prima squadra già nella stagione 2006-2007, dove fa il suo esordio in Coppa Italia il 23 maggio 2007, nella semifinale di ritorno vinta per 5-1 sulle avversarie dell'Agliana, incontro dove va anche a segno per la prima volta con la maglia granata. Inserita definitivamente nella rosa della prima squadra dalla stagione seguente, apre la stagione giocando la Supercoppa 2007, sostituendo Simona Sodini al 63' nell'incontro poi vinto per 1-0 dal Bardolino Verona, prima di debuttare in Serie A il 15 settembre 2007, alla 1ª giornata di campionato, nell'incontro casalingo vinto per 4-2 sull'Atalanta. La sua prima stagione si chiude con 19 presenze complessive, 16 in campionato, e 2 reti, entrambe in Coppa Italia, la seconda aprendo le marcature nel ritorno degli ottavi di finale con la Fiammamonza, incontro poi terminato sull'1-1 e che determina l'eliminazione delle torinesi dal torneo.
La sua prima rete in campionato arriva il 22 novembre 2008 nella sconfitta interna per 6-4 contro il Graphistudio Tavagnacco. La prima doppietta in Serie A è del 23 gennaio 2010, nella vittoria esterna per 3-2 contro la Fiammamonza. Rimane al Torino fino alla stagione 2011-2012, cogliendo come migliori risultati tre quinti posti in campionato, nelle edizioni 2007-2008, 2009-2010 e 2010-2011, raggiungendo, pur non scendendo in campo, la doppia finale di Coppa Italia 2006-2007 decisa ai tiri di rigore a favore del Bardolino Verona.
Dopo sei stagioni in maglia granata decide di lasciare la società, con un tabellino di 38 reti su 127 presenze complessive, con l'ultima che vede molte delle atlete lasciare assieme a lei la squadra al termine del campionato.

#### Brescia (2012-2017)

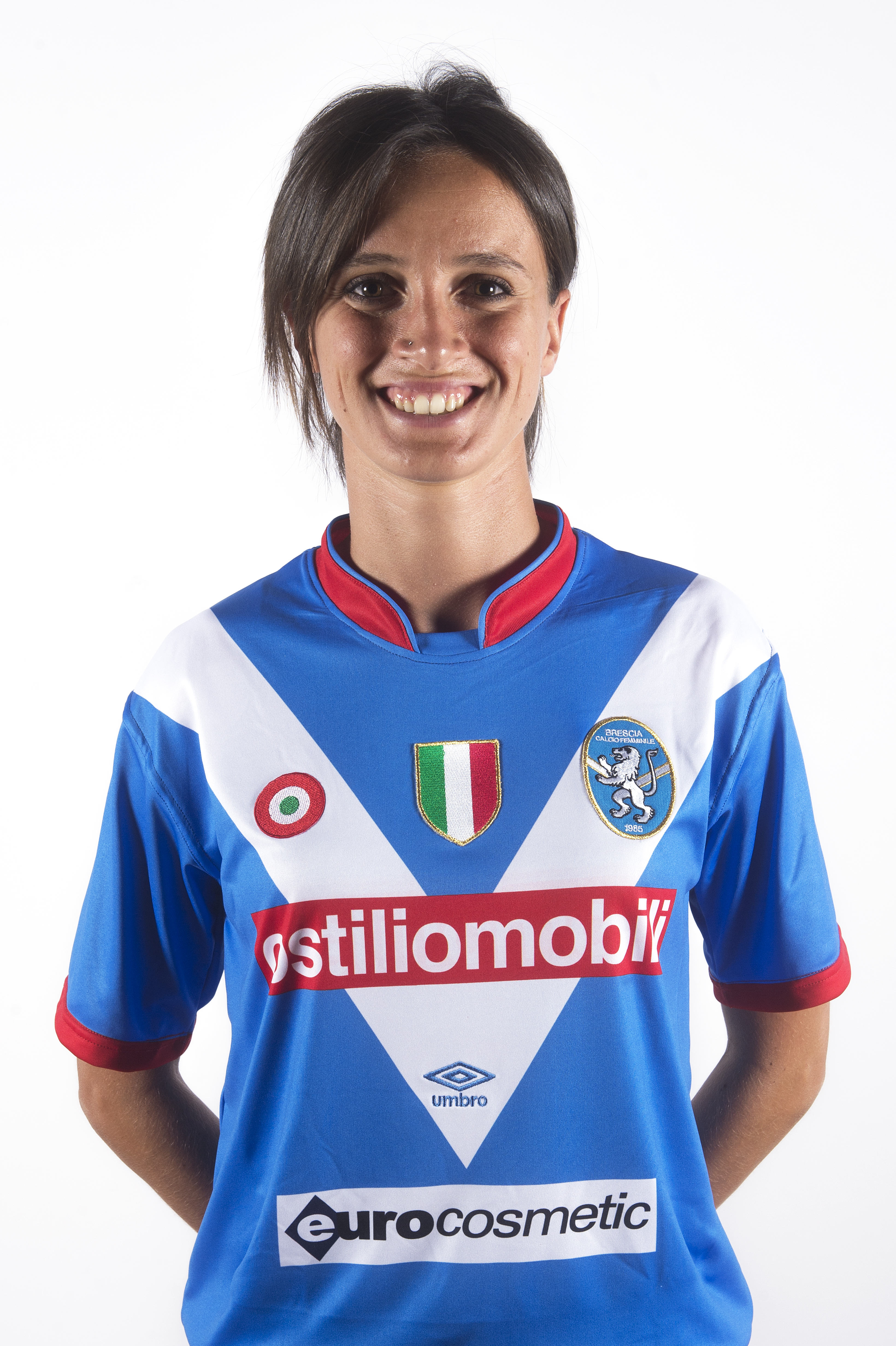
Bonansea con la maglia del, agosto 2016

Nell'estate 2012 viene ingaggiata dal Brescia. Trova la sua prima rete con le leonesse il successivo 9 settembre in Supercoppa (che non basterà per vincere il trofeo), mentre il 23 dello stesso mese marca il primo gol in campionato con la maglia bresciana. Nella stagione 2012-2013 realizza 22 reti nelle 30 presenze messe a referto con la maglia biancoblù, contribuendo a far raggiungere alla sua squadra il terzo posto in campionato, bissando il miglior risultato della società ottenuto due stagioni prima dietro alla Torres, campione d'Italia, e al Tavagnacco.
Nella finale di Supercoppa italiana 2012, al 64' riesce a siglare la rete della temporanea parità con le avversarie della Torres, ma il Brescia non riesce a evitare il decisivo secondo gol di Patrizia Panico che all'82' chiude la partita.
Prima della stagione successiva la società approfitta del calciomercato estivo per rafforzare ulteriormente la rosa. Al termine del campionato Bonansea contribuisce alla conquista del primo Scudetto della società, realizzando 10 delle 112 reti complessive siglate del Brescia nelle 30 partite disputate in campionato, quarta miglior realizzatrice delle Leonesse dopo Daniela Sabatino (35), Cristiana Girelli (19) e Martina Rosucci (12).
Nella conquista della prima Supercoppa ottenuta dalla società nell'edizione 2014, Bonansea è tra le rigoriste scelte dall'allenatrice Milena Bertolini dopo che l'incontro era terminato per 1-1 ai tempi supplementari; benché non sia riuscita ad andare a segno, riesce a conquistare il trofeo con le compagne.
Grazie alla conquista dello Scudetto con il Brescia, Bonansea fa il suo esordio in una competizione UEFA riservata ai club, nell'edizione 2014-2015 della Women's Champions League: ciò avviene nella partita di andata dei sedicesimi di finale, contro le francesi dell'Olympique Lione, che si rivela superiore ed estromette la squadra lombarda dal torneo. Tuttavia l'attaccante si rivela decisiva nell'edizione successiva, quando grazie alla sua rete siglata al 26' ferma il Liverpool sullo 0-1 nella partita di ritorno, sempre ai sedicesimi di finale.

#### Juventus (2017-)
Nell'estate 2017, considerato concluso il suo ciclo a Brescia, e pur a fronte di un'allettante offerta da parte del titolato Olympique Lione, decide di sposare il progetto della neonata Juventus, andando a vestire i colori per cui ha sempre fatto il tifo. Alla sua prima stagione con la maglia bianconera, Bonansea conquista lo Scudetto, totalizzando 21 presenze e 19 reti che la rendono il capocannoniere della squadra. Nel corso dell'annata, l'attaccante entra nella storia del club segnando il primo gol juventino in Serie A, aprendo le marcature nella vittoria per 3-0 sul campo del Mozzanica, il 30 settembre.
Similmente, nella stagione seguente sigla le prime due reti per la Juventus in Women's Champions League, nella sfida casalinga del 12 settembre 2018 contro il Brøndby (2-2). In quest'annata, il 20 aprile 2019 vince il suo secondo Scudetto in maglia bianconera, totalizzando 21 presenze in campionato e realizzando 16 reti (13 in campionato, una in Coppa Italia e 2 in Champions); otto giorni dopo, arriva anche il double grazie alla conquista della Coppa Italia.

### Nazionale

#### Nazionali giovanili
Bonansea inizia a essere convocata in maglia azzurra fin dal 2007, inserita nella rosa dell'Under-17 che affronta le qualificazioni all'europeo di categoria 2008, facendo il suo esordio il 5 novembre 2007 nell'incontro inaugurale del primo turno di qualificazione vinto per 6-2 sulle avversarie della Bielorussia e dove l'Italia, inserita nel gruppo 7, si classifica al terzo posto fallendo il passaggio al turno successivo. In quell'occasione viene impiegata in tutti i tre incontri disputati dalla sua nazionale prima dell'eliminazione.
Con le nazionali giovanili totalizza 15 presenze, scandite da 7 gol.

#### Nazionale maggiore

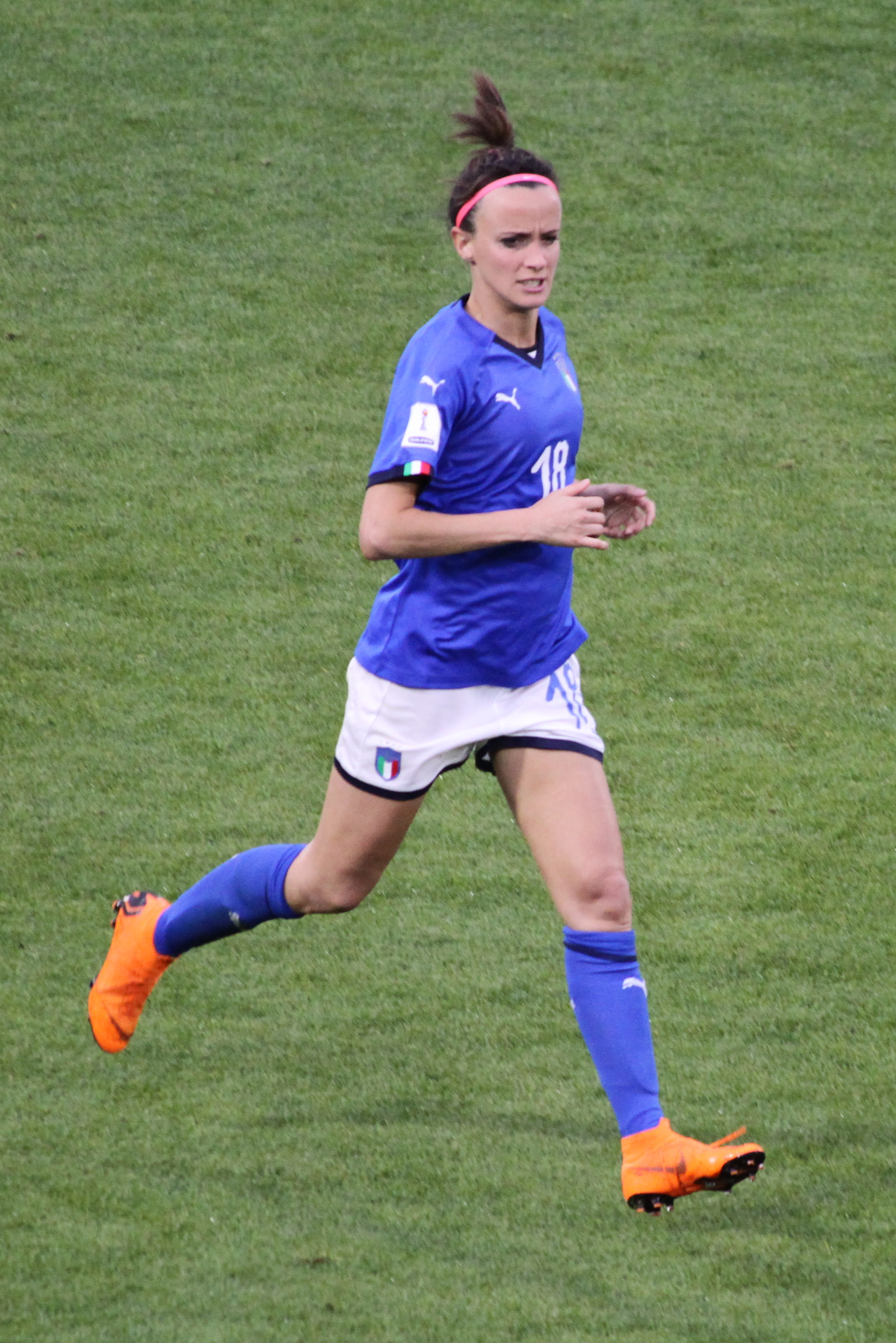
Bonansea in azione nella gara tra Italia e (2-1) del 10 aprile 2018, valevole per le qualificazioni al mondiale 2019

Fa il suo esordio in nazionale maggiore il 19 settembre 2012, contro la Grecia, nelle qualificazioni all'europeo 2013. Nelle qualificazioni al mondiale 2015 è scesa in campo sei volte segnando sette reti, di cui tre nella partita vinta per 15-0 sulla Macedonia. Nel novembre 2015 ha fatto parte della spedizione guidata dal commissario tecnico Antonio Cabrini per la doppia amichevole che la nazionale ha disputato il 3 dicembre a Guiyang e il 6 dicembre a Qujing contro la Cina, giocando entrambe le partite.
Nel novembre 2016 viene inserita da Cabrini nella lista delle giocatrici convocate per il Torneio Internacional de Futebol Feminino di Manaus, in programma dal 7 al 18 dicembre successivo. Convocata all'europeo 2017, totalizza 3 presenze (di cui una, la prima, subentrando dalla panchina) nella fase a gironi, dove la nazionale chiude la sua avventura nella competizione continentale, dopo avere totalizzato due sconfitte iniziali con Russia e Germania, e una ormai ininfluente vittoria con la Svezia.
Con l'arrivo di Milena Bertolini sulla panchina dell'Italia, Bonansea diventa un punto fisso della squadra azzurra. Dopo il secondo posto finale alla Cyprus Cup 2018, dove Bonansea ha segnato una rete, è arrivata la storica qualificazione – a vent'anni dalla precedente partecipazione italiana – al mondiale di Francia 2019 con una giornata di anticipo, dopo aver vinto 7 partite su 7 e segnato 3 gol nel gruppo 6: va in rete anche nella decisiva gara dell'8 giugno 2018 a Firenze contro il Portogallo (3-0), che assicura la matematica qualificazione al torneo.
Il 24 maggio 2019 è inserita da Bertolini nella rosa delle 23 convocate per la fase finale del mondiale francese, dove l'Italia è sorteggiata nel Gruppo C con Australia, Brasile e Giamaica. Il 9 giugno, nella partita d'esordio, è autrice della doppietta che permette alle azzurre di battere in rimonta le Matildas (2-1); nella successiva gara contro le Reggae Girlz si procura il calcio di rigore che sblocca il risultato nella goleada italiana ai danni della Giamaica (5-0), e che assicura alle azzurre la qualificazione agli ottavi di finale.
Il 23 febbraio 2024 gioca la sua centesima partita in nazionale maggiore, nell'amichevole contro l'Irlanda conclusasi a reti inviolate.

## Statistiche

### Presenze e reti nei club
Statistiche aggiornate al 17 maggio 2025.
| Stagione        | Squadra         | Campionato      | Campionato | Campionato | Coppe nazionali | Coppe nazionali | Coppe nazionali | Coppe continentali | Coppe continentali | Coppe continentali | Altre coppe | Altre coppe | Altre coppe | Totale | Totale |
| Stagione        | Squadra         | Comp            | Pres       | Reti       | Comp            | Pres            | Reti            | Comp               | Pres               | Reti               | Comp        | Pres        | Reti        | Pres   | Reti   |
| --------------- | --------------- | --------------- | ---------- | ---------- | --------------- | --------------- | --------------- | ------------------ | ------------------ | ------------------ | ----------- | ----------- | ----------- | ------ | ------ |
| 2006-2007       | Torino          | A               | 0          | 0          | CI              | 1               | 1               | -                  | -                  | -                  | -           | -           | -           | 1      | 1      |
| 2007-2008       | Torino          | A               | 16         | 0          | CI              | 2               | 2               | -                  | -                  | -                  | SI          | 1           | 0           | 19     | 2      |
| 2008-2009       | Torino          | A               | 22         | 2          | CI              | 7               | 3               | -                  | -                  | -                  | -           | -           | -           | 29     | 5      |
| 2009-2010       | Torino          | A               | 21         | 3          | CI              | 2               | 2               | -                  | -                  | -                  | -           | -           | -           | 23     | 5      |
| 2010-2011       | Torino          | A               | 24         | 11         | CI              | 2               | 2               | -                  | -                  | -                  | -           | -           | -           | 26     | 13     |
| 2011-2012       | Torino          | A               | 25         | 11         | CI              | 4               | 4               | -                  | -                  | -                  | -           | -           | -           | 29     | 15     |
| Totale Torino   | Totale Torino   | Totale Torino   | 108        | 27         |                 | 18              | 14              |                    | -                  | -                  |             | 1           | 0           | 127    | 41     |
| 2012-2013       | Brescia         | A               | 30         | 22         | CI              | 2               | 1               | -                  | -                  | -                  | SI          | 1           | 1           | 33     | 24     |
| 2013-2014       | Brescia         | A               | 27         | 10         | CI              | 3               | 2               | -                  | -                  | -                  | -           | -           | -           | 30     | 12     |
| 2014-2015       | Brescia         | A               | 20         | 8          | CI              | 4               | 6               | UWCL               | 1                  | 0                  | SI          | 1           | 0           | 26     | 14     |
| 2015-2016       | Brescia         | A               | 20         | 9          | CI              | 2               | 3               | UWCL               | 6                  | 1                  | SI          | 1           | 0           | 29     | 13     |
| 2016-2017       | Brescia         | A               | 20         | 12         | CI              | 1               | 0               | UWCL               | 4                  | 1                  | SI          | 1           | 0           | 26     | 13     |
| Totale Brescia  | Totale Brescia  | Totale Brescia  | 117        | 61         |                 | 12              | 12              |                    | 11                 | 2                  |             | 4           | 1           | 144    | 76     |
| 2017-2018       | Juventus        | A               | 20+1       | 19         | CI              | 1               | 2               | -                  | -                  | -                  | -           | -           | -           | 22     | 21     |
| 2018-2019       | Juventus        | A               | 21         | 13         | CI              | 4               | 1               | UWCL               | 2                  | 2                  | SI          | 1           | 0           | 28     | 16     |
| 2019-2020       | Juventus        | A               | 10         | 2          | CI              | 2               | 0               | UWCL               | 0                  | 0                  | SI          | 0           | 0           | 12     | 2      |
| 2020-2021       | Juventus        | A               | 19         | 8          | CI              | 4               | 3               | UWCL               | 2                  | 0                  | SI          | 2           | 3           | 27     | 14     |
| 2021-2022       | Juventus        | A               | 18         | 7          | CI              | 5               | 2               | UWCL               | 10                 | 4                  | SI          | 2           | 0           | 35     | 13     |
| 2022-2023       | Juventus        | A               | 15         | 8          | CI              | 4               | 2               | UWCL               | 8                  | 1                  | SI          | 1           | 0           | 28     | 11     |
| 2023-2024       | Juventus        | A               | 19         | 3          | CI              | 5               | 3               | UWCL               | 1                  | 0                  | SI          | 1           | 0           | 26     | 6      |
| 2024-2025       | Juventus        | A               | 19         | 5          | CI              | 6               | 2               | UWCL               | 8                  | 1                  | SI          | 0           | 0           | 33     | 8      |
| Totale Juventus | Totale Juventus | Totale Juventus | 141+1      | 64         |                 | 31              | 15              |                    | 31                 | 8                  |             | 6           | 3           | 210    | 90     |
| Totale carriera | Totale carriera | Totale carriera | 367        | 152        |                 | 61              | 41              |                    | 42                 | 10                 |             | 11          | 4           | 481    | 207    |

### Cronologia presenze e reti in nazionale
| Cronologia completa delle presenze e delle reti in nazionale ― Italia | Cronologia completa delle presenze e delle reti in nazionale ― Italia | Cronologia completa delle presenze e delle reti in nazionale ― Italia | Cronologia completa delle presenze e delle reti in nazionale ― Italia | Cronologia completa delle presenze e delle reti in nazionale ― Italia | Cronologia completa delle presenze e delle reti in nazionale ― Italia | Cronologia completa delle presenze e delle reti in nazionale ― Italia | Cronologia completa delle presenze e delle reti in nazionale ― Italia |
| Data                                                                  | Città                                                                 | In casa                                                               | Risultato                                                             | Ospiti                                                                | Competizione                                                          | Reti                                                                  | Note                                                                  |
| --------------------------------------------------------------------- | --------------------------------------------------------------------- | --------------------------------------------------------------------- | --------------------------------------------------------------------- | --------------------------------------------------------------------- | --------------------------------------------------------------------- | --------------------------------------------------------------------- | --------------------------------------------------------------------- |
| 19-9-2012                                                             | Atene                                                                 | Grecia                                                                | 0 – 0                                                                 | Italia                                                                | Qual. Euro 2013                                                       | -                                                                     | 68’                                                                   |
| 8-3-2013                                                              | Larnaca                                                               | Nuova Zelanda                                                         | 2 – 0                                                                 | Italia                                                                | Cyprus Cup 2013                                                       | -                                                                     | 46’                                                                   |
| 13-3-2013                                                             | Larnaca                                                               | Corea del Sud                                                         | 0 – 1                                                                 | Italia                                                                | Cyprus Cup 2013                                                       | 1                                                                     | 65’                                                                   |
| 20-9-2013                                                             | Tallinn                                                               | Estonia                                                               | 1 – 5                                                                 | Italia                                                                | Qual. Mondiali 2015                                                   | 1                                                                     | 75’                                                                   |
| 13-2-2014                                                             | Novara                                                                | Italia                                                                | 6 – 1                                                                 | Rep. Ceca                                                             | Qual. Mondiali 2015                                                   | 1                                                                     | 59’                                                                   |
| 10-4-2014                                                             | Cluj-Napoca                                                           | Romania                                                               | 1 – 2                                                                 | Italia                                                                | Qual. Mondiali 2015                                                   | -                                                                     | 77’                                                                   |
| 8-5-2014                                                              | Skopje                                                                | Macedonia                                                             | 0 – 11                                                                | Italia                                                                | Qual. Mondiali 2015                                                   | 1                                                                     | 46’                                                                   |
| 13-9-2014                                                             | Vercelli                                                              | Italia                                                                | 4 – 0                                                                 | Estonia                                                               | Qual. Mondiali 2015                                                   | 1                                                                     |                                                                       |
| 17-9-2014                                                             | Vercelli                                                              | Italia                                                                | 15 – 0                                                                | Macedonia                                                             | Qual. Mondiali 2015                                                   | 3                                                                     |                                                                       |
| 4-3-2015                                                              | Nicosia                                                               | Corea del Sud                                                         | 1 – 2                                                                 | Italia                                                                | Cyprus Cup 2015                                                       | 1                                                                     | 55’                                                                   |
| 9-3-2015                                                              | Nicosia                                                               | Italia                                                                | 0 – 1                                                                 | Canada                                                                | Cyprus Cup 2015                                                       | -                                                                     | 73’                                                                   |
| 11-3-2015                                                             | Larnaca                                                               | Italia                                                                | 2 – 3                                                                 | Messico                                                               | Cyprus Cup 2015                                                       | -                                                                     | 46’                                                                   |
| 28-5-2015                                                             | Nagano                                                                | Giappone                                                              | 1 – 0                                                                 | Italia                                                                | Amichevole                                                            | -                                                                     | 74’                                                                   |
| 24-10-2015                                                            | Cesena                                                                | Italia                                                                | 0 – 3                                                                 | Svizzera                                                              | Qual. Euro 2017                                                       | -                                                                     | 76’                                                                   |
| 27-10-2015                                                            | Chomutov                                                              | Rep. Ceca                                                             | 0 – 3                                                                 | Italia                                                                | Qual. Euro 2017                                                       | -                                                                     | 70’                                                                   |
| 3-12-2015                                                             | Guiyang                                                               | Cina                                                                  | 1 – 1                                                                 | Italia                                                                | Amichevole                                                            | -                                                                     | 73’                                                                   |
| 6-12-2015                                                             | Qujing                                                                | Cina                                                                  | 2 – 0                                                                 | Italia                                                                | Amichevole                                                            | -                                                                     | 65’                                                                   |
| 2-3-2016                                                              | Dherynia                                                              | Ungheria                                                              | 0 – 2                                                                 | Italia                                                                | Cyprus Cup 2016                                                       | -                                                                     | 61’                                                                   |
| 4-3-2016                                                              | Larnaca                                                               | Italia                                                                | 1 – 1                                                                 | Irlanda                                                               | Cyprus Cup 2016                                                       | -                                                                     |                                                                       |
| 7-3-2016                                                              | Larnaca                                                               | Italia                                                                | 0 – 0                                                                 | Austria                                                               | Cyprus Cup 2016                                                       | -                                                                     |                                                                       |
| 9-3-2016                                                              | Larnaca                                                               | Italia                                                                | 3 – 1                                                                 | Rep. Ceca                                                             | Cyprus Cup 2016 - Finale 3º posto                                     | 1                                                                     |                                                                       |
| 9-4-2016                                                              | Bienne                                                                | Svizzera                                                              | 2 – 1                                                                 | Italia                                                                | Qual. Euro 2017                                                       | -                                                                     |                                                                       |
| 12-4-2016                                                             | Reggio Emilia                                                         | Italia                                                                | 3 – 1                                                                 | Irlanda del Nord                                                      | Qual. Euro 2017                                                       | -                                                                     |                                                                       |
| 7-6-2016                                                              | Gori                                                                  | Georgia                                                               | 0 – 7                                                                 | Italia                                                                | Qual. Euro 2017                                                       | 2                                                                     |                                                                       |
| 16-9-2016                                                             | Lurgan                                                                | Irlanda del Nord                                                      | 0 – 3                                                                 | Italia                                                                | Qual. Euro 2017                                                       | -                                                                     |                                                                       |
| 20-9-2016                                                             | Vercelli                                                              | Italia                                                                | 3 – 1                                                                 | Rep. Ceca                                                             | Qual. Euro 2017                                                       | -                                                                     |                                                                       |
| 7-12-2016                                                             | Manaus                                                                | Russia                                                                | 0 – 3                                                                 | Italia                                                                | Torneio Internacional 2016                                            | -                                                                     | 70’                                                                   |
| 11-12-2016                                                            | Manaus                                                                | Italia                                                                | 3 – 0                                                                 | Costa Rica                                                            | Torneio Internacional 2016                                            | -                                                                     | 63’                                                                   |
| 14-12-2016                                                            | Manaus                                                                | Brasile                                                               | 3 – 1                                                                 | Italia                                                                | Torneio Internacional 2016                                            | -                                                                     | 79’                                                                   |
| 18-12-2016                                                            | Manaus                                                                | Brasile                                                               | 5 – 3                                                                 | Italia                                                                | Torneio Internacional 2016 - Finale                                   | 1                                                                     | 64’                                                                   |
| 1-3-2017                                                              | Nicosia                                                               | Corea del Nord                                                        | 3 – 0                                                                 | Italia                                                                | Cyprus Cup 2017                                                       | -                                                                     |                                                                       |
| 3-3-2017                                                              | Larnaca                                                               | Belgio                                                                | 4 – 1                                                                 | Italia                                                                | Cyprus Cup 2017                                                       | -                                                                     |                                                                       |
| 6-3-2017                                                              | Larnaca                                                               | Svizzera                                                              | 6 – 0                                                                 | Italia                                                                | Cyprus Cup 2017                                                       | -                                                                     | 46’                                                                   |
| 8-3-2017                                                              | Larnaca                                                               | Italia                                                                | 6 – 2                                                                 | Rep. Ceca                                                             | Cyprus Cup 2017 - Finale 11º posto                                    | 1                                                                     | 90’                                                                   |
| 7-4-2017                                                              | Stoke-on-Trent                                                        | Inghilterra                                                           | 1 – 1                                                                 | Italia                                                                | Amichevole                                                            | -                                                                     | 60’                                                                   |
| 17-7-2017                                                             | Rotterdam                                                             | Italia                                                                | 1 – 2                                                                 | Russia                                                                | Euro 2017 - Fase a gironi                                             | -                                                                     | 71’                                                                   |
| 21-7-2017                                                             | Tilburg                                                               | Germania                                                              | 2 – 1                                                                 | Italia                                                                | Euro 2017 - Fase a gironi                                             | -                                                                     |                                                                       |
| 25-7-2017                                                             | Doetinchem                                                            | Svezia                                                                | 2 – 3                                                                 | Italia                                                                | Euro 2017 - Fase a gironi                                             | -                                                                     |                                                                       |
| 15-9-2017                                                             | La Spezia                                                             | Italia                                                                | 5 – 0                                                                 | Moldavia                                                              | Qual. Mondiali 2019                                                   | 1                                                                     |                                                                       |
| 19-9-2017                                                             | Cluj-Napoca                                                           | Romania                                                               | 0 – 1                                                                 | Italia                                                                | Qual. Mondiali 2019                                                   | -                                                                     |                                                                       |
| 24-10-2017                                                            | Castel di Sangro                                                      | Italia                                                                | 3 – 0                                                                 | Romania                                                               | Qual. Mondiali 2019                                                   | 1                                                                     |                                                                       |
| 28-11-2017                                                            | Estoril                                                               | Portogallo                                                            | 0 – 1                                                                 | Italia                                                                | Qual. Mondiali 2019                                                   | -                                                                     | 89’                                                                   |
| 20-1-2018                                                             | Marsiglia                                                             | Francia                                                               | 1 – 1                                                                 | Italia                                                                | Amichevole                                                            | -                                                                     |                                                                       |
| 28-2-2018                                                             | Larnaca                                                               | Italia                                                                | 3 – 0                                                                 | Svizzera                                                              | Cyprus Cup 2018                                                       | 1                                                                     | 89’                                                                   |
| 2-3-2018                                                              | Larnaca                                                               | Italia                                                                | 3 – 0                                                                 | Galles                                                                | Cyprus Cup 2018                                                       | -                                                                     | 69’                                                                   |
| 7-3-2018                                                              | Larnaca                                                               | Spagna                                                                | 2 – 0                                                                 | Italia                                                                | Cyprus Cup 2018 - Finale                                              | -                                                                     |                                                                       |
| 6-4-2018                                                              | Vadul lui Vodă                                                        | Moldavia                                                              | 1 – 3                                                                 | Italia                                                                | Qual. Mondiali 2019                                                   | -                                                                     | 50’                                                                   |
| 10-4-2018                                                             | Ferrara                                                               | Italia                                                                | 2 – 1                                                                 | Belgio                                                                | Qual. Mondiali 2019                                                   | -                                                                     |                                                                       |
| 8-6-2018                                                              | Firenze                                                               | Italia                                                                | 3 – 0                                                                 | Portogallo                                                            | Qual. Mondiali 2019                                                   | 1                                                                     |                                                                       |
| 4-9-2018                                                              | Lovanio                                                               | Belgio                                                                | 2 – 1                                                                 | Italia                                                                | Qual. Mondiali 2019                                                   | -                                                                     |                                                                       |
| 9-10-2018                                                             | Cremona                                                               | Italia                                                                | 1 – 0                                                                 | Svezia                                                                | Amichevole                                                            | -                                                                     |                                                                       |
| 10-11-2018                                                            | Osnabrück                                                             | Germania                                                              | 5 – 2                                                                 | Italia                                                                | Amichevole                                                            | 1                                                                     |                                                                       |
| 22-1-2019                                                             | Cesena                                                                | Italia                                                                | 2 – 0                                                                 | Galles                                                                | Amichevole                                                            | -                                                                     |                                                                       |
| 27-2-2019                                                             | Larnaca                                                               | Messico                                                               | 0 – 5                                                                 | Italia                                                                | Cyprus Cup 2019                                                       | 1                                                                     |                                                                       |
| 4-3-2019                                                              | Larnaca                                                               | Italia                                                                | 4 – 1                                                                 | Thailandia                                                            | Cyprus Cup 2019                                                       | 1                                                                     | 57’                                                                   |
| 6-3-2019                                                              | Larnaca                                                               | Corea del Nord                                                        | 3 – 3 dts (7 - 6 dtr)                                                 | Italia                                                                | Cyprus Cup 2019 - Finale                                              | -                                                                     |                                                                       |
| 5-4-2019                                                              | Lublino                                                               | Polonia                                                               | 1 – 1                                                                 | Italia                                                                | Amichevole                                                            | -                                                                     | 81’                                                                   |
| 9-4-2019                                                              | Reggio Emilia                                                         | Italia                                                                | 2 – 1                                                                 | Irlanda                                                               | Amichevole                                                            | 1                                                                     | 83’                                                                   |
| 29-5-2019                                                             | Ferrara                                                               | Italia                                                                | 3 – 1                                                                 | Svizzera                                                              | Amichevole                                                            | -                                                                     |                                                                       |
| 9-6-2019                                                              | Valenciennes                                                          | Australia                                                             | 1 – 2                                                                 | Italia                                                                | Mondiali 2019 - Fase a gironi                                         | 2                                                                     |                                                                       |
| 14-6-2019                                                             | Reims                                                                 | Giamaica                                                              | 0 – 5                                                                 | Italia                                                                | Mondiali 2019 - Fase a gironi                                         | -                                                                     |                                                                       |
| 18-6-2019                                                             | Valenciennes                                                          | Italia                                                                | 0 – 1                                                                 | Brasile                                                               | Mondiali 2019 - Fase a gironi                                         | -                                                                     |                                                                       |
| 25-6-2019                                                             | Montpellier                                                           | Italia                                                                | 2 – 0                                                                 | Cina                                                                  | Mondiali 2019 - Ottavi di finale                                      | -                                                                     | 71’                                                                   |
| 29-6-2019                                                             | Valenciennes                                                          | Italia                                                                | 0 – 2                                                                 | Paesi Bassi                                                           | Mondiali 2019 - Quarti di finale                                      | -                                                                     | 55’                                                                   |
| 4-3-2020                                                              | Faro                                                                  | Portogallo                                                            | 1 – 2                                                                 | Italia                                                                | Algarve Cup 2020 - Prima fase                                         | -                                                                     | 72’                                                                   |
| 7-3-2020                                                              | Parchal                                                               | Nuova Zelanda                                                         | 0 – 3                                                                 | Italia                                                                | Algarve Cup 2020 - Seconda fase                                       | 1                                                                     | 78’                                                                   |
| 22-09-2020                                                            | Zenica                                                                | Bosnia ed Erzegovina                                                  | 0 – 5                                                                 | Italia                                                                | Qual. Euro 2022                                                       | -                                                                     |                                                                       |
| 27-10-2020                                                            | Empoli                                                                | Italia                                                                | 1 – 3                                                                 | Danimarca                                                             | Qual. Euro 2022                                                       | -                                                                     |                                                                       |
| 1-12-2020                                                             | Viborg                                                                | Danimarca                                                             | 0 – 0                                                                 | Italia                                                                | Qual. Euro 2022                                                       | -                                                                     |                                                                       |
| 24-2-2021                                                             | Firenze                                                               | Italia                                                                | 12 – 0                                                                | Israele                                                               | Qual. Euro 2022                                                       | 2                                                                     |                                                                       |
| 10-6-2021                                                             | Ferrara                                                               | Italia                                                                | 1 – 0                                                                 | Paesi Bassi                                                           | Amichevole                                                            | -                                                                     | 75’                                                                   |
| 17-9-2021                                                             | Trieste                                                               | Italia                                                                | 3 – 0                                                                 | Moldavia                                                              | Qual. Mondiali 2023                                                   | -                                                                     | 73’                                                                   |
| 21-9-2021                                                             | Karlovac                                                              | Croazia                                                               | 0 – 5                                                                 | Italia                                                                | Qual. Mondiali 2023                                                   | -                                                                     | 62’                                                                   |
| 22-10-2021                                                            | Castel di Sangro                                                      | Italia                                                                | 3 – 0                                                                 | Croazia                                                               | Qual. Mondiali 2023                                                   | -                                                                     | 45’ 46’                                                               |
| 26-10-2021                                                            | Vilnius                                                               | Lituania                                                              | 0 – 5                                                                 | Italia                                                                | Qual. Mondiali 2023                                                   | -                                                                     | 67’                                                                   |
| 26-11-2021                                                            | Palermo                                                               | Italia                                                                | 1 – 2                                                                 | Svizzera                                                              | Qual. Mondiali 2023                                                   | 1                                                                     |                                                                       |
| 30-11-2021                                                            | Mogoșoaia                                                             | Romania                                                               | 0 – 5                                                                 | Italia                                                                | Qual. Mondiali 2023                                                   | 1                                                                     | 89’                                                                   |
| 16-2-2022                                                             | Lagos                                                                 | Danimarca                                                             | 0 – 1                                                                 | Italia                                                                | Algarve Cup 2022 - Fase a gironi                                      | 1                                                                     | 62’                                                                   |
| 20-2-2022                                                             | Faro                                                                  | Italia                                                                | 2 – 1                                                                 | Norvegia                                                              | Algarve Cup 2022 - Fase a gironi                                      | -                                                                     | 78’                                                                   |
| 23-2-2022                                                             | Lagos                                                                 | Svezia                                                                | 1 – 1 (6 - 5 dtr)                                                     | Italia                                                                | Algarve Cup 2022 - Finale                                             | -                                                                     | 56’                                                                   |
| 8-4-2022                                                              | Parma                                                                 | Italia                                                                | 7 – 0                                                                 | Lituania                                                              | Qual. Mondiali 2023                                                   | -                                                                     | 62’                                                                   |
| 12-4-2022                                                             | Thun                                                                  | Svizzera                                                              | 0 – 1                                                                 | Italia                                                                | Qual. Mondiali 2023                                                   | -                                                                     | 89’                                                                   |
| 1-7-2022                                                              | Castel di Sangro                                                      | Italia                                                                | 1 – 1                                                                 | Spagna                                                                | Amichevole                                                            | -                                                                     | 46’                                                                   |
| 10-7-2022                                                             | Rotherham                                                             | Francia                                                               | 5 – 1                                                                 | Italia                                                                | Euro 2022 - Fase a gironi                                             | -                                                                     | 81’                                                                   |
| 14-7-2022                                                             | Manchester                                                            | Italia                                                                | 1 – 1                                                                 | Islanda                                                               | Euro 2022 - Fase a gironi                                             | -                                                                     | 46’                                                                   |
| 18-7-2022                                                             | Manchester                                                            | Italia                                                                | 0 – 1                                                                 | Belgio                                                                | Euro 2022 - Fase a gironi                                             | -                                                                     |                                                                       |
| 11-11-2022                                                            | Lignano Sabbiadoro                                                    | Italia                                                                | 0 – 1                                                                 | Austria                                                               | Amichevole                                                            | -                                                                     |                                                                       |
| 15-11-2022                                                            | Belfast                                                               | Irlanda del Nord                                                      | 1 – 0                                                                 | Italia                                                                | Amichevole                                                            | -                                                                     | 46’                                                                   |
| 16-2-2023                                                             | Milton Keynes                                                         | Italia                                                                | 1 – 2                                                                 | Belgio                                                                | Arnold Clark Cup 2023                                                 | -                                                                     | 80’ 90+5’                                                             |
| 19-2-2023                                                             | Coventry                                                              | Inghilterra                                                           | 2 – 1                                                                 | Italia                                                                | Arnold Clark Cup 2023                                                 | -                                                                     | 79’                                                                   |
| 22-2-2023                                                             | Bristol                                                               | Corea del Sud                                                         | 1 – 2                                                                 | Italia                                                                | Arnold Clark Cup 2023                                                 | -                                                                     | 66’                                                                   |
| 11-4-2023                                                             | Roma                                                                  | Italia                                                                | 2 – 1                                                                 | Colombia                                                              | Amichevole                                                            | -                                                                     | 61’ 72’                                                               |
| 1-7-2023                                                              | Ferrara                                                               | Italia                                                                | 0 – 0                                                                 | Marocco                                                               | Amichevole                                                            | -                                                                     | 57’                                                                   |
| 14-7-2023                                                             | Auckland                                                              | Nuova Zelanda                                                         | 0 – 1                                                                 | Italia                                                                | Amichevole                                                            | -                                                                     | 65’                                                                   |
| 24-7-2023                                                             | Auckland                                                              | Italia                                                                | 1 – 0                                                                 | Argentina                                                             | Mondiali 2023 - Fase a gironi                                         | -                                                                     | cap. 85’                                                              |
| 29-7-2023                                                             | Wellington                                                            | Svezia                                                                | 5 – 0                                                                 | Italia                                                                | Mondiali 2023 - Fase a gironi                                         | -                                                                     | cap. 59’                                                              |
| 2-8-2023                                                              | Wellington                                                            | Sudafrica                                                             | 3 – 2                                                                 | Italia                                                                | Mondiali 2023 - Fase a gironi                                         | -                                                                     | cap. 64’                                                              |
| 27-10-2023                                                            | Salerno                                                               | Italia                                                                | 0 – 1                                                                 | Spagna                                                                | UEFA Women's Nations League 2023-2024 - Fase a gironi                 | -                                                                     | 72’                                                                   |
| 31-10-2023                                                            | Malmö                                                                 | Svezia                                                                | 1 – 1                                                                 | Italia                                                                | UEFA Women's Nations League 2023-2024 - Fase a gironi                 | -                                                                     | 81’                                                                   |
| 23-2-2023                                                             | Bagno a Ripoli                                                        | Italia                                                                | 0 – 0                                                                 | Irlanda                                                               | Amichevole                                                            | -                                                                     | 86’                                                                   |
| 5-4-2024                                                              | Cosenza                                                               | Italia                                                                | 2 – 0                                                                 | Paesi Bassi                                                           | Qual. Euro 2025                                                       | -                                                                     | 57’                                                                   |
| 31-5-2024                                                             | Oslo                                                                  | Norvegia                                                              | 0 – 0                                                                 | Italia                                                                | Qual. Euro 2025                                                       | -                                                                     | 63’                                                                   |
| 4-6-2024                                                              | Ferrara                                                               | Italia                                                                | 1 – 1                                                                 | Norvegia                                                              | Qual. Euro 2025                                                       | -                                                                     | 65’ 68’                                                               |
| 12-7-2024                                                             | Sittard                                                               | Paesi Bassi                                                           | 0 – 0                                                                 | Italia                                                                | Qual. Euro 2025                                                       | -                                                                     | 71’                                                                   |
| 16-7-2024                                                             | Bolzano                                                               | Italia                                                                | 4 – 0                                                                 | Finlandia                                                             | Qual. Euro 2025                                                       | -                                                                     | 65’                                                                   |
| 29-10-2024                                                            | Vicenza                                                               | Italia                                                                | 1 – 1                                                                 | Spagna                                                                | Amichevole                                                            | -                                                                     | 46’                                                                   |
| 2-12-2024                                                             | Bochum                                                                | Germania                                                              | 1 – 2                                                                 | Italia                                                                | Amichevole                                                            | -                                                                     | 57’                                                                   |
| 21-2-2025                                                             | Monza                                                                 | Italia                                                                | 1 – 0                                                                 | Galles                                                                | UEFA Women's Nations League 2025 - Fase a gironi                      | 1                                                                     | 78’                                                                   |
| 25-2-2025                                                             | La Spezia                                                             | Italia                                                                | 1 – 3                                                                 | Danimarca                                                             | UEFA Women's Nations League 2025 - Fase a gironi                      | -                                                                     | 77’                                                                   |
| 30-5-2025                                                             | Parma                                                                 | Italia                                                                | 0 – 0                                                                 | Svezia                                                                | UEFA Women's Nations League 2025 - Fase a gironi                      | -                                                                     | 58’                                                                   |
| 7-7-2025                                                              | Ginevra                                                               | Portogallo                                                            | 1 – 1                                                                 | Italia                                                                | Euro 2025 - Fase a gironi                                             | -                                                                     | 87’                                                                   |
| 11-7-2025                                                             | Berna                                                                 | Italia                                                                | 1 – 3                                                                 | Spagna                                                                | Euro 2025 - Fase a gironi                                             | -                                                                     | 77’                                                                   |
| 16-7-2025                                                             | Ginevra                                                               | Norvegia                                                              | 1 – 2                                                                 | Italia                                                                | Euro 2025 - Quarti di finale                                          | -                                                                     | 77’                                                                   |
| 22-7-2025                                                             | Ginevra                                                               | Inghilterra                                                           | 2 – 1 dts                                                             | Italia                                                                | Euro 2025 - Semifinale                                                | 1                                                                     | 73’                                                                   |
| Totale                                                                |                                                                       | Presenze                                                              | 114                                                                   |                                                                       | Reti                                                                  | 32                                                                    |                                                                       |

| Cronologia completa delle presenze e delle reti in nazionale ― Italia under 19 | Cronologia completa delle presenze e delle reti in nazionale ― Italia under 19 | Cronologia completa delle presenze e delle reti in nazionale ― Italia under 19 | Cronologia completa delle presenze e delle reti in nazionale ― Italia under 19 | Cronologia completa delle presenze e delle reti in nazionale ― Italia under 19 | Cronologia completa delle presenze e delle reti in nazionale ― Italia under 19 | Cronologia completa delle presenze e delle reti in nazionale ― Italia under 19 | Cronologia completa delle presenze e delle reti in nazionale ― Italia under 19 |
| Data                                                                           | Città                                                                          | In casa                                                                        | Risultato                                                                      | Ospiti                                                                         | Competizione                                                                   | Reti                                                                           | Note                                                                           |
| ------------------------------------------------------------------------------ | ------------------------------------------------------------------------------ | ------------------------------------------------------------------------------ | ------------------------------------------------------------------------------ | ------------------------------------------------------------------------------ | ------------------------------------------------------------------------------ | ------------------------------------------------------------------------------ | ------------------------------------------------------------------------------ |
| 19-9-2009                                                                      | Dobrič                                                                         | Italia under 19                                                                | 6 – 0                                                                          | Bulgaria under 19                                                              | Qual. Europeo under 19 2010                                                    | -                                                                              |                                                                                |
| 21-9-2009                                                                      | Albena                                                                         | Irlanda del Nord under 19                                                      | 0 – 6                                                                          | Italia under 19                                                                | Qual. Europeo under 19 2010                                                    | 1                                                                              |                                                                                |
| 24-9-2009                                                                      | Albena                                                                         | Italia under 19                                                                | 2 – 0                                                                          | Scozia under 19                                                                | Qual. Europeo under 19 2010                                                    | 1                                                                              | 85’                                                                            |
| 27-3-2010                                                                      | Maasmechelen                                                                   | Italia under 19                                                                | 3 – 0                                                                          | Ucraina under 19                                                               | Qual. Europeo under 19 2010                                                    | -                                                                              |                                                                                |
| 29-3-2010                                                                      | Beringen                                                                       | Italia under 19                                                                | 3 – 1                                                                          | Bosnia ed Erzegovina under 19                                                  | Qual. Europeo under 19 2010                                                    | 1                                                                              |                                                                                |
| 1-4-2010                                                                       | Maasmechelen                                                                   | Belgio under 19                                                                | 0 – 5                                                                          | Italia under 19                                                                | Qual. Europeo under 19 2010                                                    | 2                                                                              |                                                                                |
| 24-5-2010                                                                      | Kumanovo                                                                       | Germania under 19                                                              | 4 – 1                                                                          | Italia under 19                                                                | Europeo under 19 2010 - Fase a gironi                                          | -                                                                              | 46’                                                                            |
| 27-5-2010                                                                      | Kumanovo                                                                       | Inghilterra under 19                                                           | 2 – 1                                                                          | Italia under 19                                                                | Europeo under 19 2010 - Fase a gironi                                          | -                                                                              | 78’                                                                            |
| 30-5-2010                                                                      | Skopje                                                                         | Italia under 19                                                                | 3 – 3                                                                          | Scozia under 19                                                                | Europeo under 19 2010 - Fase a gironi                                          | 1                                                                              | 54’                                                                            |
| Totale                                                                         |                                                                                | Presenze                                                                       | 9                                                                              |                                                                                | Reti                                                                           | 6                                                                              |                                                                                |

| Cronologia completa delle presenze e delle reti in nazionale ― Italia under 17 | Cronologia completa delle presenze e delle reti in nazionale ― Italia under 17 | Cronologia completa delle presenze e delle reti in nazionale ― Italia under 17 | Cronologia completa delle presenze e delle reti in nazionale ― Italia under 17 | Cronologia completa delle presenze e delle reti in nazionale ― Italia under 17 | Cronologia completa delle presenze e delle reti in nazionale ― Italia under 17 | Cronologia completa delle presenze e delle reti in nazionale ― Italia under 17 | Cronologia completa delle presenze e delle reti in nazionale ― Italia under 17 |
| Data                                                                           | Città                                                                          | In casa                                                                        | Risultato                                                                      | Ospiti                                                                         | Competizione                                                                   | Reti                                                                           | Note                                                                           |
| ------------------------------------------------------------------------------ | ------------------------------------------------------------------------------ | ------------------------------------------------------------------------------ | ------------------------------------------------------------------------------ | ------------------------------------------------------------------------------ | ------------------------------------------------------------------------------ | ------------------------------------------------------------------------------ | ------------------------------------------------------------------------------ |
| 5-11-2007                                                                      | Madrid                                                                         | Italia under 17                                                                | 6 – 2                                                                          | Bielorussia under 17                                                           | Qual. Europeo under 17 2008                                                    | -                                                                              |                                                                                |
| 7-11-2007                                                                      | Madrid                                                                         | Italia under 17                                                                | 2 – 3                                                                          | Rep. Ceca under 17                                                             | Qual. Europeo under 17 2008                                                    | 1                                                                              |                                                                                |
| 10-11-2007                                                                     | Madrid                                                                         | Spagna under 17                                                                | 1 – 1                                                                          | Italia under 17                                                                | Qual. Europeo under 17 2008                                                    | -                                                                              |                                                                                |
| Totale                                                                         |                                                                                | Presenze                                                                       | 3                                                                              |                                                                                | Reti                                                                           | 1                                                                              |                                                                                |

## Palmarès

### Club

#### Competizioni giovanili
- Campionato Primavera: 2

Torino: 2005-2006, 2006-2007

#### Competizioni nazionali
- Campionato italiano: 8

Brescia: 2013-2014, 2015-2016
Juventus: 2017-2018, 2018-2019, 2019-2020, 2020-2021, 2021-2022, 2024-2025
- Coppa Italia: 6

Brescia: 2014-2015, 2015-2016 
 Juventus: 2018-2019, 2021-2022, 2022-2023, 2024-2025
- Supercoppa italiana: 7

Brescia: 2014, 2015, 2016
Juventus: 2019, 2020, 2021, 2023

### Individuale
- Gran Galà del calcio AIC: 3

Calciatrice dell'anno: 2016
Squadra dell'anno: 2019
Gol dell'anno: 2021
- Inserita nella lista delle 15 attaccanti della Women's World XI: 1

2017
- FIFA FIFPro Women's World11: 2

2020, 2021
- Inserita nella Hall of Fame del calcio italiano nella categoria Calciatrice Italiana

2021
- Migliore calciatrice dell'Algarve Cup: 1

2022

## Opere
- Il mio calcio libero, con Marco Pastonesi, Milano, Rizzoli, 2019, ISBN 978-88-17-14429-2.